# Johann Kuchelmund
Johann Kuchlmund (* nach 1350 in Regen; † 16. Juni 1434 in Niederaltaich) war ein  Benediktiner und von 1415 bis 1434 Abt der Abtei Niederaltaich.
Nach seiner Ausbildung im Kloster Niederaltaich wirkte Johann Kuchlmund zunächst als Propst der Niederaltaicher Propstei Rinchnach, wo unter seiner wirtschaftlichen Leitung die Klostergüter vermehrt werden konnten. Zugleich erfolgte die bauliche Erneuerung der Propstei durch den spätgotischen Neubau der Klosterkirche und die Errichtung von Dormitorium und Infirmerie. Nachdem er 1414 zum Abt von Niederaltaich gewählt worden war, nahm er am Konzil von Konstanz teil. 1421 wurde er zusammen mit dem Abt von Stift Göttweig durch den Passauer Bischof Georg von Hohenlohe mit der Visitation der Benediktinerklöster des Bistums beauftragt.
1423 ließ er nach einem Hochwasser um die Abtei Niederaltaich einen Graben anlegen. 1430 gewährte Herzog Heinrich der Reiche dem zum Kloster gehörenden Ort Hengersberg zwei Märkte.
Kurz vor seinem Tod legte Kuchlmund aus gesundheitlichen Gründen sein Abbatiat nieder.